# Nederländska Antillerna i olympiska sommarspelen 2000
Nederländska Antillerna deltog i de olympiska sommarspelen 2000 med en trupp bestående av sju deltagare, fem män och två kvinnor, men ingen av landets deltagare erövrade någon medalj.

## Friidrott
Herrarnas 100 meter
- Caimin Douglas
  - Omgång 1 — 10.69 (→ gick inte vidare)

Damernas 800 meter
- Florencia Hunt
  - Omgång 1 — 02:03.78 (→ gick inte vidare)

## Segling
Laser
- Cor van Aanholt
  1. Lopp 1 - 34
  2. Lopp 2 - 28
  3. Lopp 3 - (44) - OCS
  4. Lopp 4 - 38
  5. Lopp 5 - 35
  6. Lopp 6 - (41)
  7. Lopp 7 - 21
  8. Lopp 8 - 36
  9. Lopp 9 - 8
  10. Lopp 10 - 37
  11. Lopp 11 - 23
  12. Final - 260 (→ 36:e plats)

## Triathlon
Herrarnas triathlon
- Roland Melis — 1:56:11,95 (→ 45:e plats)